# قهوه بلو مانتین جامائیکا

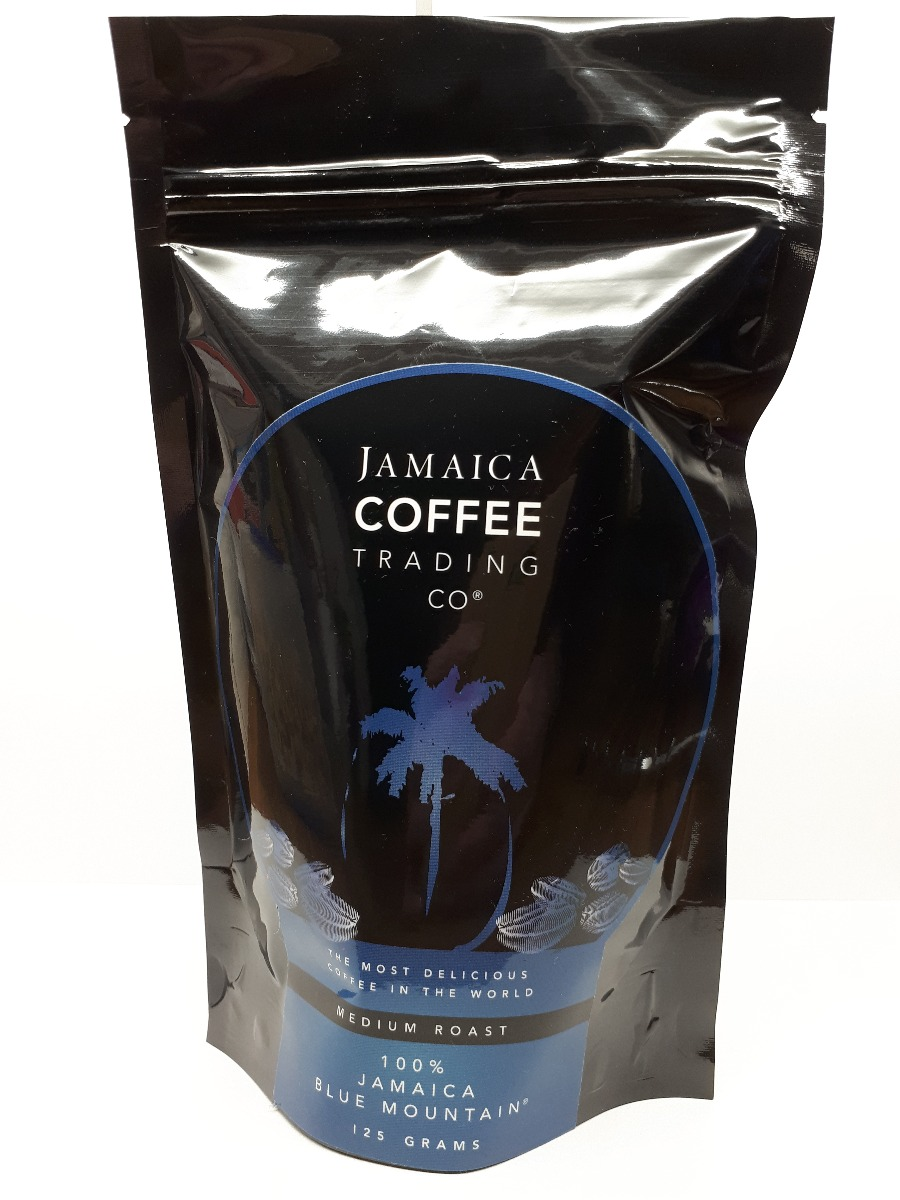
۱۲۵ گرم دانه‌های قهوه بلو مانتین جامائیکا دارای تاییدیه سازمان کالاهای کشاورزی جامائیکا

قهوه بلو مانتین جامائیکا یا قهوه کوه آبی جامائیکا یک طبقه‌بندی از قهوه است که در کوه‌های آبی جامائیکا رشد می‌کند. قهوه در سال ۱۷۲۸ به جامائیکا راه یافت.
این قهوه یک نوع دانه قهوه عربیکا به نام تیپیکا است، که خاستگاه آن جنوب غربی اتیوپی است.
طعم ملایم و عدم تلخی آن بیشترین خاصه‌ای است که مورد توجه قرار می‌گیرد. در طول چند دهه گذشته، این قهوه شهرتی پیدا کرده که آن را به یکی از گران‌ترین و پرطرفدارترین قهوه‌های جهان تبدیل کرده است. بیش از ۸۰ درصد از کل این قهوه به ژاپن صادر می‌شود. دانه‌ها علاوه بر استفاده برای قهوه دم کرده، پایه طعم دهنده لیکور قهوه، تیا ماریا نیز هستند.